# Murilo Fischer
Murilo Antonio Fischer (Brusque, 16 de junio de 1979) es un ciclista brasileño que fue profesional desde 2004 hasta 2016 que se retiró de la actividad deportiva, y estuvo varias temporadas ligado a equipos de Italia como el Liquigas. En 2010 se unió al equipo de Estados Unidos Garmin y en 2013 pasó al francés FDJ hasta el final de su carrera. 
Se destacaba como esprínter y fue dos veces campeón de Brasil en ruta. Además, ganó el UCI Europe Tour en 2005.

## Palmarés
| 2001 (como amateur) - 1 etapa de la Vuelta Ciclista del Uruguay 2002 (como amateur) - 1 etapa del Baby Giro - 1 etapa del Tour de Río 2003 - La Popolarissima 2005 - 2 etapas de la Uniqa Classic - 1 etapa de la Vuelta al Lago Qinghai - Trofeo Ciudad de Castelfidardo - G. P. Industria y Comercio de Prato - Memorial Cimurri - Gran Premio Bruno Beghelli - Giro del Piamonte - UCI Europe Tour | 2007 - 1 etapa del Tour de Polonia 2009 - Giro de la Romagna 2010 - Campeonato de Brasil en Ruta 2011 - 1 trofeo de la Challenge Ciclista a Mallorca (Trofeo Magaluf–Palmanova) - Campeonato de Brasil en Ruta |

## Resultados en Grandes Vueltas y Campeonatos del Mundo
| Carrera         | Carrera         | 2004 | 2005 | 2006 | 2007  | 2008 | 2009 | 2010  | 2011 | 2012 | 2013  | 2014  | 2015  | 2016  |
| --------------- | --------------- | ---- | ---- | ---- | ----- | ---- | ---- | ----- | ---- | ---- | ----- | ----- | ----- | ----- |
|                 | Giro de Italia  | —    | —    | —    | —     | —    | —    | 112.º | Ab.  | —    | 147.º | 135.º | 130.º | 152.º |
|                 | Tour de Francia | —    | —    | —    | 101.º | 74.º | —    | —     | —    | —    | 133.º | —     | —     | —     |
|                 | Vuelta a España | —    | —    | —    | —     | —    | —    | —     | Ab.  | —    | —     | Ab.   | 156.º | Ab.   |
| Mundial en Ruta | Mundial en Ruta | Ab.  | 5.º  | Ab.  | 21.º  | —    | 55.º | Ab.   | —    | —    | Ab.   | Ab.   | —     | —     |

—: no participa
Ab.: abandono

## Equipos
- Domina Vacanze (2004)
- Naturino-Sapore di Mare (2005-2006)
- Liquigas (2007-2009)
- Garmin (2010-2012)
  - Garmin-Transitions (2010)
  - Team Garmin-Cervélo (2011)
  - Garmin-Sharp (2012)
- FDJ (2013-2016)